# Enotera

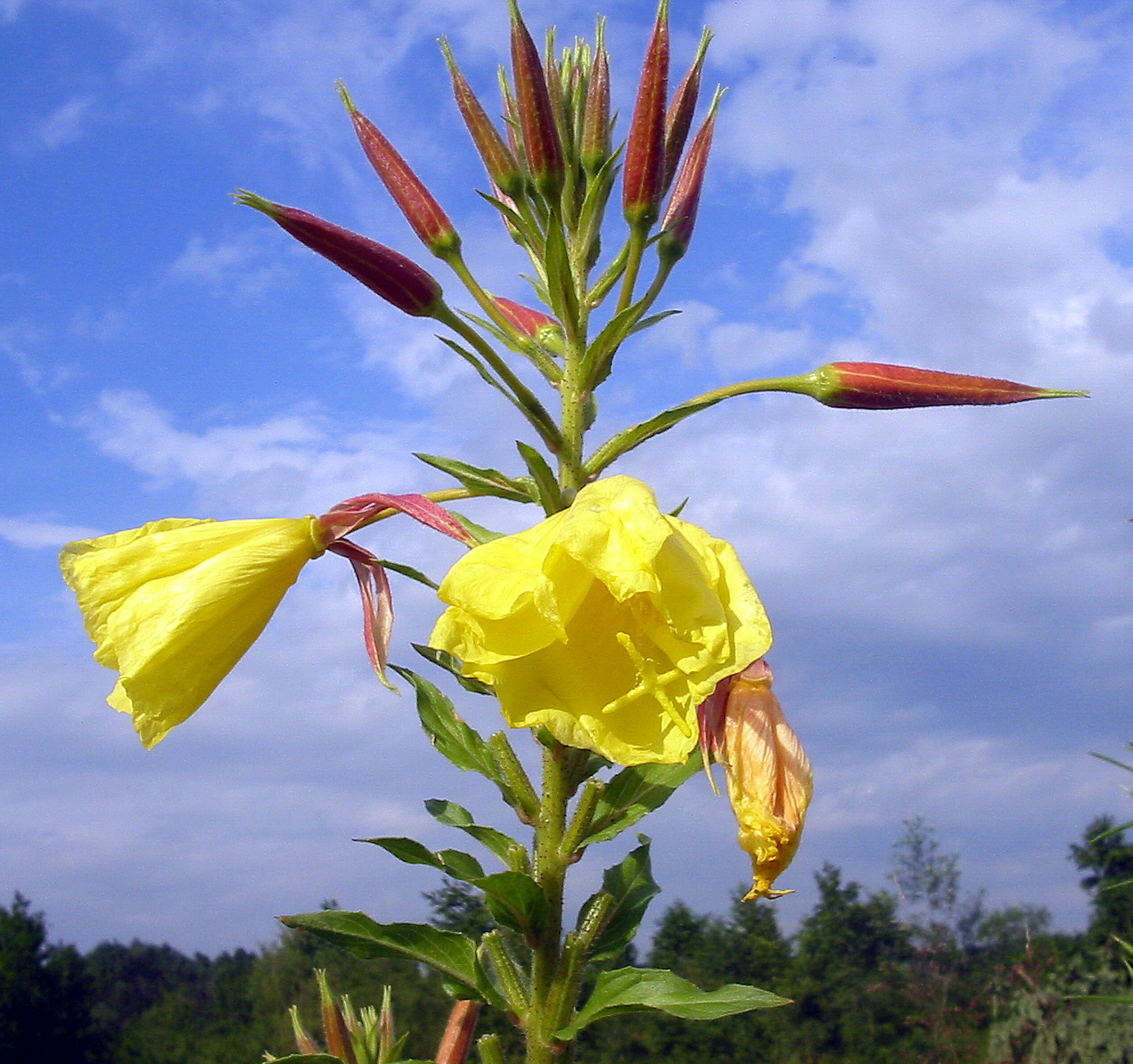
Oenothera glazioviana

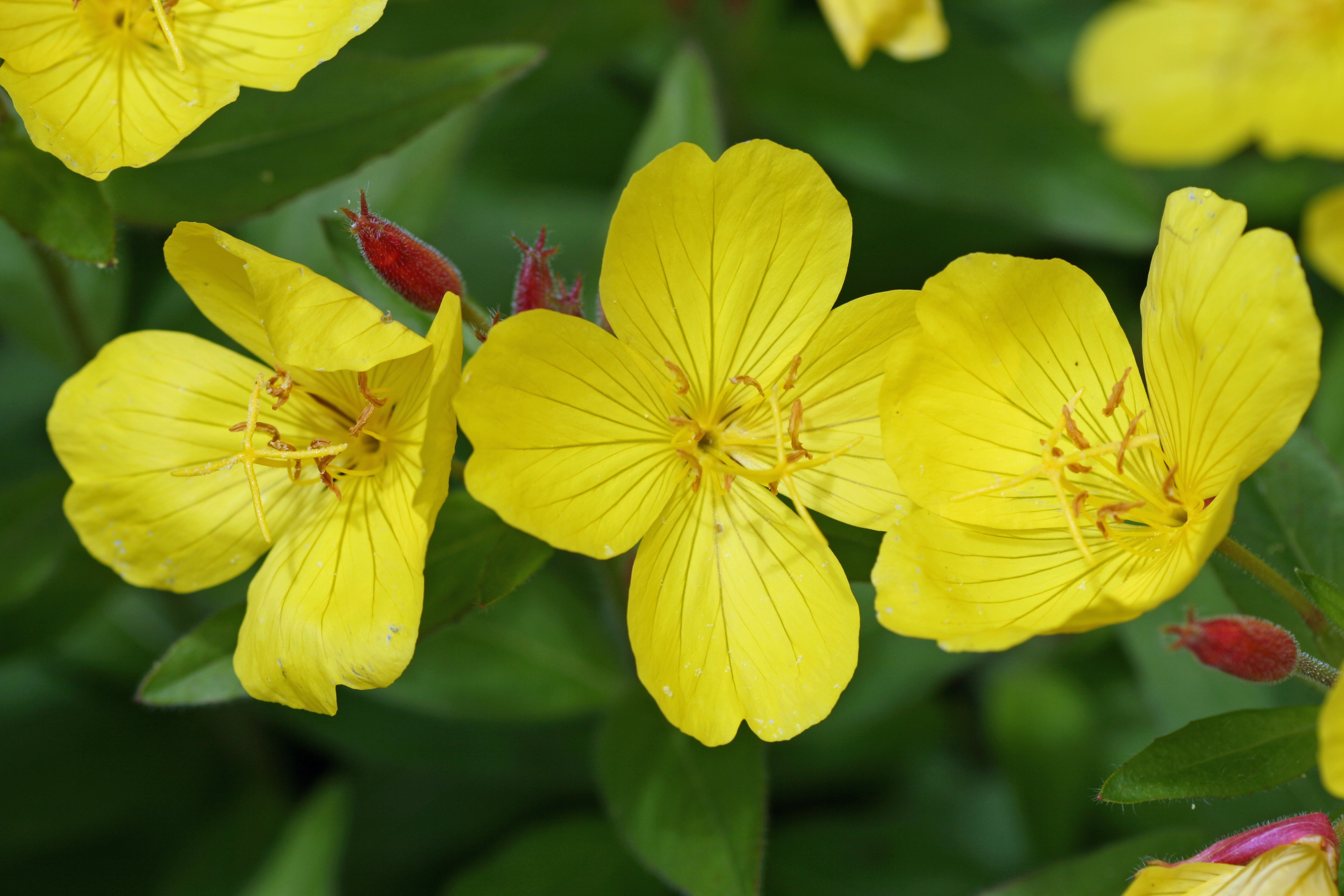
Bella de nit; detall de les flors

Enotera (Oenothera), és un gènere de plantes amb flors de la família de les onagràcies.

## Particularitats
Aquestes plantes es coneixen amb els noms populars d'onagres i herbes de ruc. El nom del gènere, Oenothera (grec antic "atrapa ases"), utilitzat per primer cop per Linnaeus en Systema Nature, té un origen relacionat amb el burro. Oeno significa "ase", mentre que thera significa "atrapar, perseguir". Es creu que el nom es refereix a la qualitat que té la planta d'agradar molt als rucs, fins al punt que pot ser feta servir per atrapar aquests animals. El 1860, William Baird va suggerir, tot i això, que oeno podia provenir de "vi" en grec, fent referència al fet que l'arrel comestible de Oenothera biennis s'utilitzava per aromatitzar el vi.
L'espècie representativa d'aquest gènere a les nostres contrades és la bella de nit, planta medicinal de fulla comestible.

## Taxonomia
- Oenothera acaulis
- Oenothera albicaulis
- Oenothera argillicola
- Oenothera biennis - bella de nit, herba de ruc, onagra biennal
- Oenothera brachycarpa
- Oenothera bulgarica - onagra dels Balcans
- Oenothera caespitosa
- Oenothera californica - onagra de Califòrnia
- Oenothera chicagoensis - onagra de Chicago
- Oenothera coronopifolia
- Oenothera coryi
- Oenothera deltoides
- Oenothera drummondii
- Oenothera elata
- Oenothera erythrosepala
- Oenothera flava
- Oenothera fruticosa - onagra de fulla estreta
- Oenothera glazioviana
- Oenothera hookeri
- Oenothera jamesii
- Oenothera kunthiana
- Oenothera laciniata
- Oenothera longissima - onagra de tija llarga
- Oenothera macrocarpa
- Oenothera missouriensis - onagra de Missouri
- Oenothera nuttallii
- Oenothera odorata
- Oenothera pallida
- Oenothera perennis
- Oenothera pilosella
- Oenothera primiveris - onagra del desert
- Oenothera rhombipetala
- Oenothera rosea - rosa del Mèxic
- Oenothera speciosa - onagra de flors roses,"pinkladies"
- Oenothera stubbei
- Oenothera taraxacoides
- Oenothera tetraptera
- Oenothera triloba
- Oenothera wolfii
- Oenothera xylocarpa